# Honoka Hashimoto
Honoka Hashimoto (橋本 帆乃香, Hashimoto Honoka) née le 5 juillet 1998 à Aichi est une pongiste japonaise. Son style de jeu est un style défensif qu'elle pratique en s'éloignant de la table.
En 2017, elle a remporté la médaille de bronze aux championnats asiatiques de tennis de table.
En 2019, elle de nouveau remporté la médaille de bronze aux championnats du monde de tennis de table 2019 avec Hitomi Sato.
En 2024, elle devient la joueuse avec le classement le plus bas à atteindre la finale d'un WTT Star Contender au WTT Star Contender de Bangkok. Elle s'y illustre en battant Jeon Ji-hee, Miwa Harimoto et Shin Yu-bin.